# Roesels Beißschrecke
Roesels Beißschrecke (Roeseliana roeselii, früher Metrioptera roeselii) ist eine Langfühlerschrecke aus der Überfamilie der Laubheuschrecken (Tettigonioidea). Sie zählt zu den häufigsten und am weitesten verbreiteten Arten der Laubheuschrecken in Mitteleuropa. Benannt ist sie nach August Johann Rösel von Rosenhof, der mit seinen berühmten „Insecten-Belustigungen“ zu einem Wegbereiter der wissenschaftlichen Naturbeobachtung wurde.

## Merkmale
Die Tiere erreichen eine Körperlänge von 14 bis 19 Millimetern. Die Männchen sind kleiner als die Weibchen, dagegen sind bei den Männchen die Vorderflügel länger (Mittelwert: 8,35 Millimeter; Extremwerte: 7,2–10,0; 40 Männchen) als bei den Weibchen (Mittelwert: 6,09 Millimeter; Extremwerte: 4,5–8,2; 10 Weibchen). Die Vorderflügel sind in ihrer ganzen Länge breit. Die Hinterflügel sind bei beiden Geschlechtern sehr kurz. Die Mittelwerte betragen 2,87 Millimeter bei den Männchen und 3,02 Millimeter bei den Weibchen. Der Unterschied liegt im Zufallsbereich. Der Körper hat eine grünolive, braune, rotbraune oder hellbraune Grundfarbe. Die Seitenlappen des Pronotums sind breit gelblichweiß bis hellgrün gerandet. Die Schenkel (Femora) der Hinterbeine tragen auf der Außenseite einen schwarzen Querstrich, oberhalb davon sind die Schenkel grünlich bis gelblich gefärbt. Die Cerci der Männchen haben am Beginn des apikalen Drittels einen langen, nach innen stehenden Dorn. Die Subgenitalplatte der Weibchen ist tief eingeschnitten; ihre Legeröhre (Ovipositor) ist 7 bis 8 Millimeter lang. Die Flügel sind bräunlich gefärbt und erreichen meistens nur etwa die halbe Länge des Hinterleibs. Bei manchen Individuen reichen sie jedoch bis an das Hinterleibsende oder überragen dieses sogar.

## Vorkommen
Die Art kommt in Europa und Asien vor. Die Verbreitung reicht vom Osten Spaniens über weite Teile West-, Mittel-, Süd- und Osteuropas bis nach Vorderasien und Sibirien. Nördlich erstreckt sich das Verbreitungsgebiet bis Irland, in den Süden Englands, Dänemark, in den Süden Schwedens und Finnlands. Man findet sie vom Flachland bis in Lagen um 1.000 Meter, darüber ist die Art selten. Auf der Alpennordseite und im Vinschgau ist sie bis 1800 bzw. 1500 Meter nachgewiesen. Bewohnt werden bevorzugt frische, naturbelassene Wiesen, man findet die Art jedoch sowohl in trockenem wie auch feuchtem Grasland und auch auf gedüngten Wiesen.
Manche Autoren beschreiben die in Süd-, Südosteuropa und Asien vorkommenden Populationen als eigene, von R. roeselii unterschiedene Arten. Diese Populationen unterscheiden sich morphologisch von den übrigen Individuen und weisen Ähnlichkeiten mit Roeseliana fedtschenkoi auf, besitzen aber den gleichen Gesang wie R. roeselii. Es wird jedoch davon ausgegangen, dass es sich bei diesen Tieren ebenso um die Art R. roeselii handelt.

## Lebensweise
Roesels Beißschrecke ist tagaktiv, gelegentlich kann man ihren Gesang auch nachts hören. Sie ernährt sich hauptsächlich von Gräsern; krautige Pflanzen und kleinere Insekten wie auch Artgenossen werden nur gelegentlich gefressen. Die Gräser werden an den Flächen abgeschabt und nicht im ganzen verzehrt. Die Weibchen legen ihre 4,5 bis 4,8 Millimeter langen und etwa ein Millimeter breiten Eier einzeln oder in kleinen Gruppen in markhaltige, frische wie dürre Stängel verschiedener Gräser, krautiger Pflanzen und Sträucher ab. Dazu wird zunächst ein Loch in den Stängel genagt, in das dann der Ovipositor eingeführt wird. Die Larven schlüpfen im Frühjahr etwa ab Ende Mai, je nach Umweltbedingungen überliegen sie aber mitunter auch ein Jahr. Die Tiere durchleben in etwa 40 Tagen sieben Stadien, bis sie ausgewachsen sind.
Man findet die adulten Tiere von Ende Juni bis Ende Oktober. Sie sind relativ unempfindlich gegen Kälte und können auch leichte Nachtfröste unbeschadet überdauern.

## Stridulationsorgan

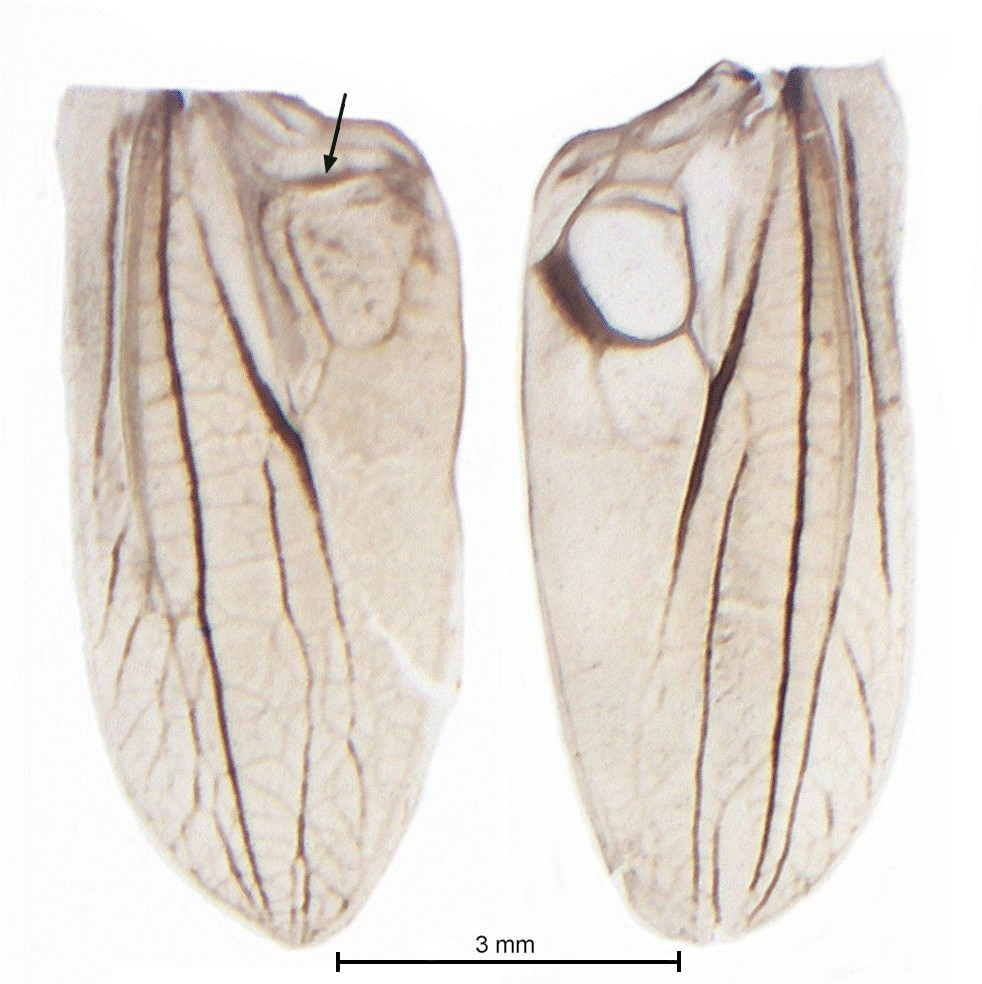
Linker und rechter Vorderflügel eines erwachsenen Männchens. Der Pfeil zeigt die Schrillleiste an

Auf dem linken Vorderflügel der Männchen ist die Schrillader mit ihren Teilen gut entwickelt (Bild), sie misst im Mittel 2,45 Millimeter. Die Schrillleiste als Teilstrecke ist 1,3 Millimeter lang und trägt auf der Unterseite durchschnittlich 70,38 Schrillzähne. Die Schrillzahndichte auf der linken Schrillleiste ist mit 42,18 Schrillzähnen/Millimeter hoch und wird möglicherweise nur vom Heimchen (Acheta domesticus) übertroffen, bei dem die Dichte 54,14 Schrillzähne/Millimeter beträgt. Möglicherweise ist das hohe Sirren des Gesangs bei Roeseliana roeselii auf die hohe Dichte der Schrillzähne zurückzuführen. Der Umriss des Spiegels ist auf dem linken Flügel noch zu erkennen, wenngleich nur undeutlich. Auf dem rechten Vorderflügel ist dagegen der Spiegel als Resonator vollwertig ausgebildet und durch einen Chitinrahmen klar abgegrenzt (Bild). Auffällig ist, dass er auf einer Seite verdickt und stark pigmentiert ist. Die Schrillader ist auf dem rechten Flügel noch in reduzierter Form vorhanden. Im Mittel misst sie nur 1,89 Millimeter, die Schrillleiste nur 0,85 Millimeter, die Anzahl der Schrillzähne beläuft sich auf 42,18 im Mittel. Die untersuchten Heuschrecken stammen aus der Umgebung von Töging am Inn in Oberbayern.

## Balz und Paarung
Die Männchen werben mit einem weichen, etwa 10 Meter weit wahrnehmbaren, schwirrenden Gesang. Dieser umfasst etwa 75 Silben pro Sekunde und ist gleichmäßig, lange andauernd und wird nur durch kurze Pausen unterbrochen. Dabei wird jeweils durch das Schließen der Flügel eine laute und durch das Öffnen eine leise Halbsilbe erzeugt.

## Bilder

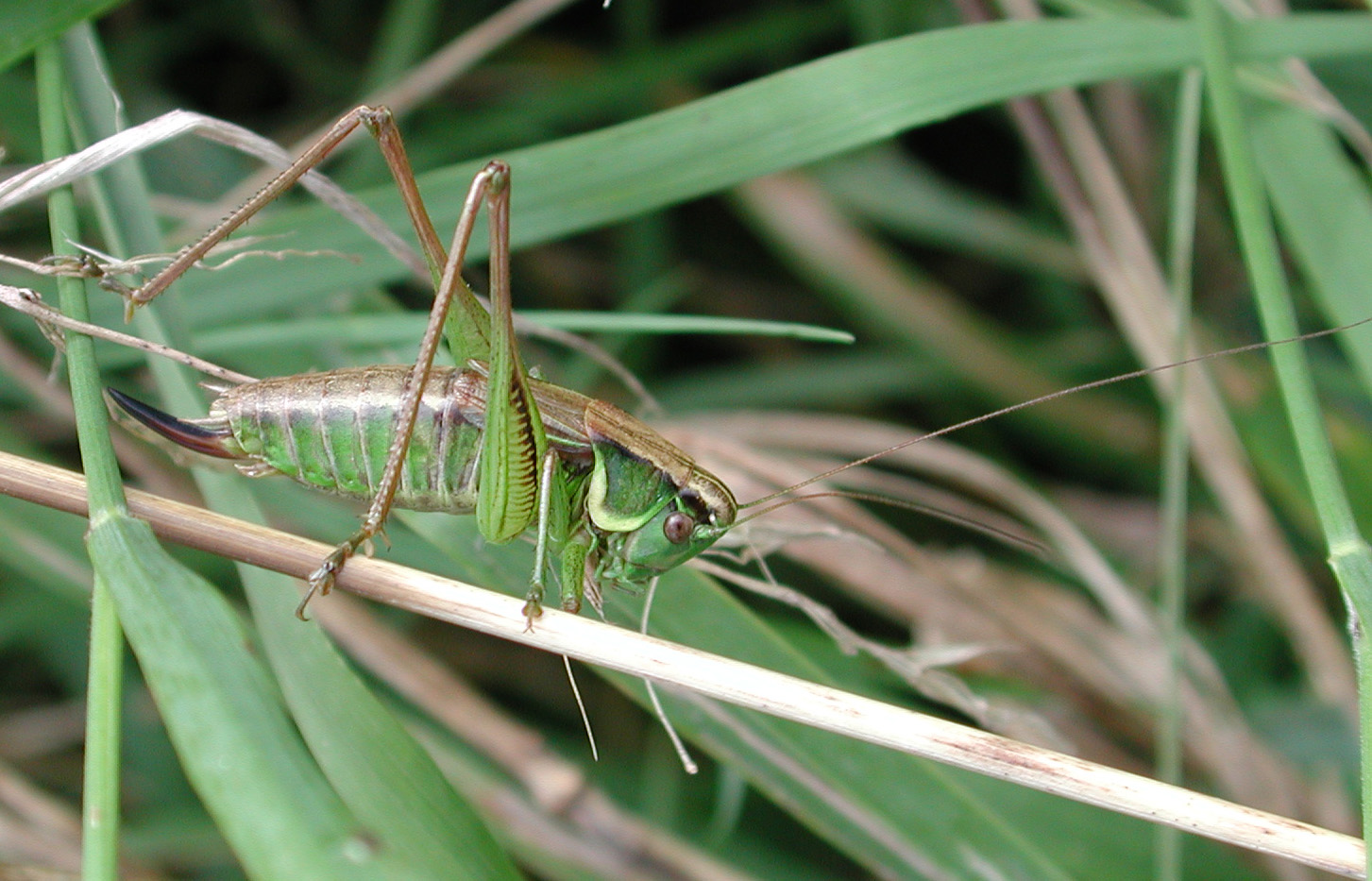
Weibchen, kurzflügelige Form
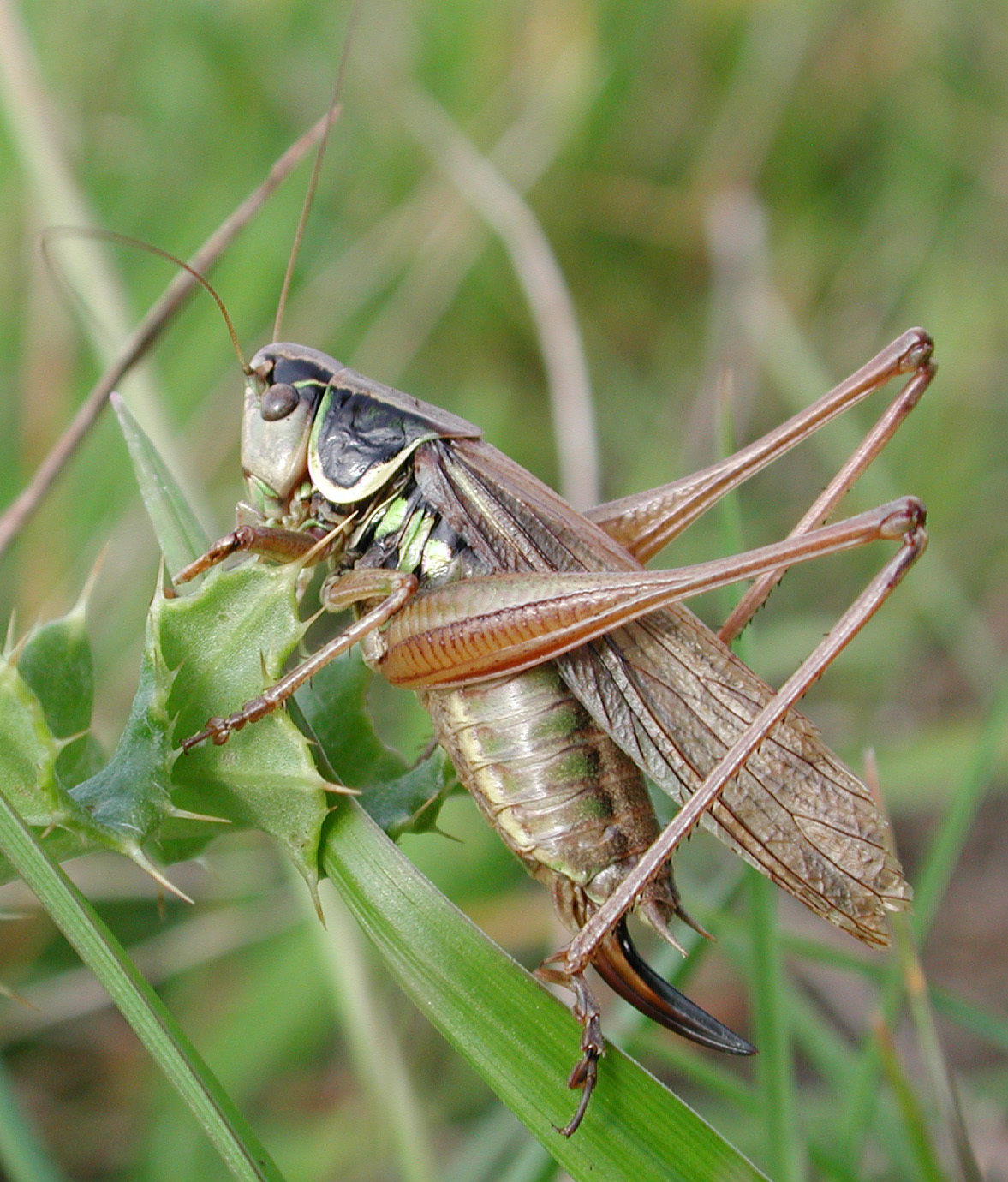
Weibchen, langflügelige Form
- Nahaufnahme
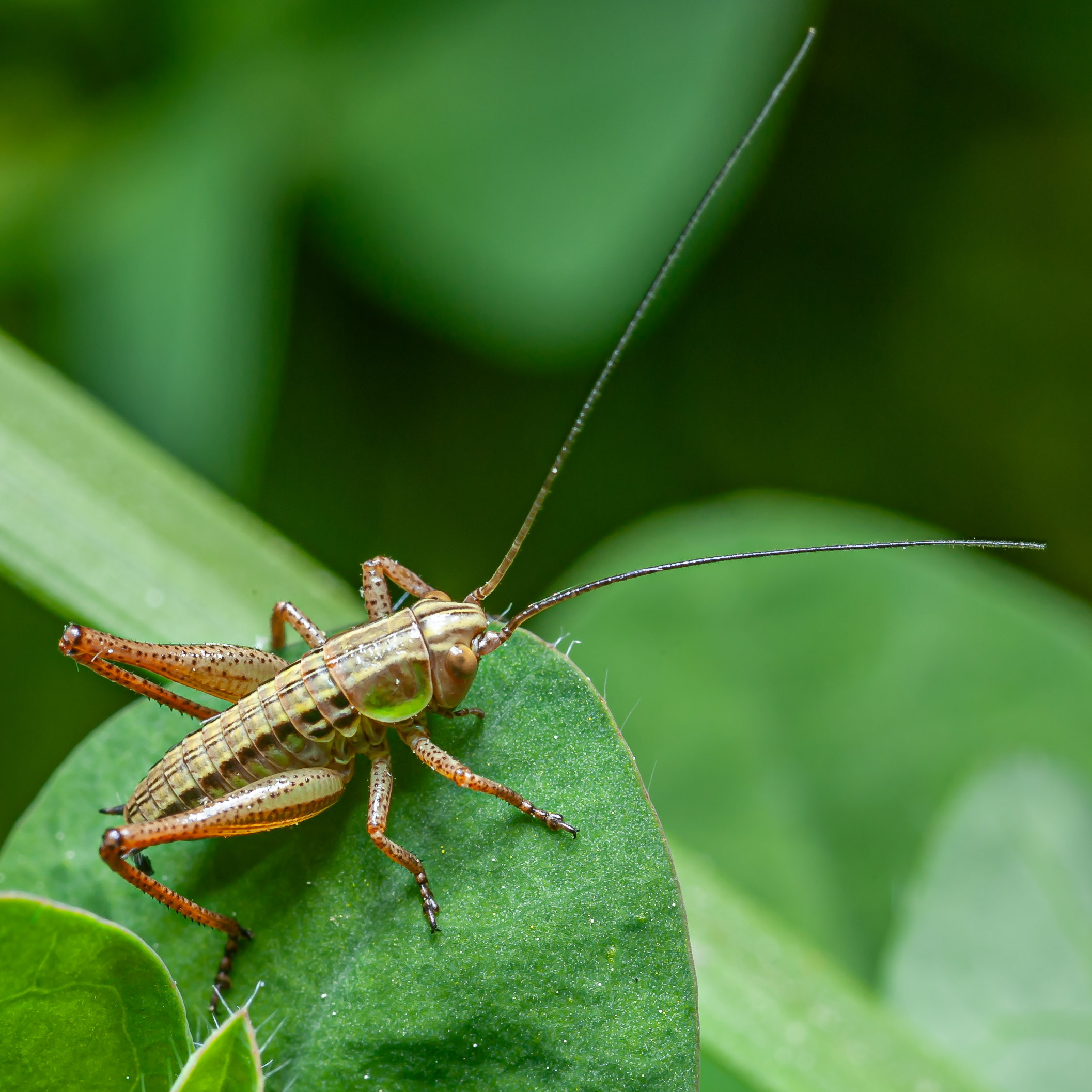
Nymphe
- Stridulierende Roesels Beißschrecke